# Печник, Нейц
Нейц Пе́чник (словен. Nejc Pečnik; 3 января 1986, Дравоград, СФРЮ) — словенский футболист, полузащитник клуба «Санкт-Пауль». Выступал за сборную Словении.

## Карьера
Родился в городке Дравоград в северной части Словении, там же начинал заниматься футболом в одноимённом местном клубе. В 2003 году подписал контракт с клубом «Целе» (также известным как «Публикум»), 24 апреля 2004 года дебютировал во взрослом футболе в матче чемпионата страны с «Любляной», этот матч остался для него единственным в том сезоне.
В следующем сезоне он провёл 7 матчей в чемпионате страны и ряд игр в кубке, в котором его клуб одержал победу. В сезоне 2005/06 он стал игроком основного состава и оставался им и в последующие два сезона. В сезоне 2007/08 он забил 14 мячей, став лучшим бомбардиром своей команды. В июне 2008 года был отдан в аренду в «Спарту» из Праги, где выступал полгода, проведя за это время лишь 4 матча в чешской лиге; в феврале 2009 года вернулся в «Целе».
С лета 2009 года выступал за «Насьонал». 16 февраля 2011 года подписал годичный контракт с «Крыльями Советов», которые арендовали его с правом выкупа за фиксированную сумму.
Старший брат Нейца Андрей — также футболист, защитник, игрок сборной Словении.

## Голы за сборную
| # | Дата            | Место                     | Соперник | Счёт | Итог | Турнир                    |
| - | --------------- | ------------------------- | -------- | ---- | ---- | ------------------------- |
| 1 | 10 октября 2009 | Тегельне поле, Братислава | Словакия | 2:0  | 2:0  | ОЧМ-2010                  |
| 2 | 14 ноября 2009  | Лужники, Москва           | Россия   | 1:2  | 1:2  | OЧМ-2010 (стыковые матчи) |

## Достижения
- Чемпион Сербии: 2013/14
- Обладатель Кубка Словении: 2004/05
- 3-е место в чемпионате Словении: 2004/05